# Władimir Saprykin
Władimir Aleksiejewicz Saprykin (ros. Влади́мир Алексе́евич Сапры́кин, ur. 11 sierpnia?/24 sierpnia 1916 we wsi Suchodoł w obwodzie lipieckim, zm. 24 kwietnia 1990 w Toronto) – radziecki wojskowy, kapitan, Bohater Związku Radzieckiego (1944).

## Życiorys
Skończył 10-letnią szkołę, fakultet robotniczy (rabfak) i Woroneski Instytut Pedagogiczny i został nauczycielem w szkole średniej we wsi Olchowatka w obwodzie woroneskim. W listopadzie 1939 został powołany do Armii Czerwonej, w maju 1941 ukończył szkołę piechoty w Groznym, po ataku Niemiec na ZSRR walczył na froncie jako dowódca plutonu, kompanii i batalionu, w październiku 1941 został pomocnikiem szefa sztabu pułku 303 Dywizji Piechoty. Pod Jelnią na początku października 1941 znalazł się w okrążeniu, w grudniu 1941 wrócił do swojej jednostki, później został poddany weryfikacji w obozach filtracyjnych i 15 czerwca 1942 skazany przez trybunał wojskowy 16 Dywizji Piechoty na 10 lat pozbawienia wolności z odroczeniem wykonania wyroku i skierowaniem znów na front. Brał udział w dalszych walkach, za które otrzymał dwa ordery, szczególnie wyróżnił się podczas walki w obwodzie witebskim 1 grudnia 1943, w której został ciężko ranny i nierozpoznany, pojmany przez Niemców i osadzony w obozie jenieckim, a przez własne dowództwo uznany za poległego. Uchwałą Prezydium Rady Najwyższej ZSRR z 3 czerwca 1944 został pośmiertnie uhonorowany tytułem Bohatera Związku Radzieckiego. Po wyzwoleniu obozu jenieckiego przez Brytyjczyków postanowił nie wracać do ZSRR; wyemigrował do Kanady, gdzie pracował m.in. jako robotnik portowy i taksówkarz. Uchwałą Prezydium Rady Najwyższej ZSRR z 25 sierpnia 1977 został pozbawiony tytułu Bohatera Związku Radzieckiego. Postanowieniem Prezydenta ZSRR Michaiła Gorbaczowa z 4 grudnia 1991 pośmiertnie przywrócono mu tytuł Bohatera.

## Odznaczenia
- Złota Gwiazda Bohatera Związku Radzieckiego (3 czerwca 1944)
- Order Lenina (3 czerwca 1944)
- Order Aleksandra Newskiego (15 października 1943)
- Order Czerwonej Gwiazdy (5 lipca 1943)